# Маньчжурская императорская армия
Маньчжурская императорская армия (кит. 滿洲國軍) — Сухопутные войска Императорской Маньчжурии, сформированные при поддержке Квантунской армии Сухопутных войск Императорской Японии.

## История
После Мукденского инцидента соединения Квантунской армии Сухопутных войск Императорской Японии вторглись в Маньчжурию и взяли под свой контроль 60-тыс. группировку войск генерала Чжан Сюэляна. По мере продвижения наступающих частей Квантунской армии вдоль линии КВЖД, к ним постепенно примыкали сдавшиеся части и подразделения Северо-восточной армии Китая, укомплектованные этническими маньчжурами. В числе перебежчиков было также несколько генералов т. н. Фэнтяньской клики маньчжурского происхождения. Эти маньчжурские части стали основой Сухопутных войск провозглашённой весной 1932 года Императорской Маньчжурии. Постоянный состав Сухопутных войск включал семь провинциальных армейских групп, кавалерийские и комендантские части. Сухопутные войска Императорской Маньчжурии комплектовались из представителей различных национальностей, при этом личный состав подразделений Императорской гвардии набирался только из этнических маньчжуров. К 1933 году численность Сухопутных войск Императорской Маньчжурии достигала 110 тыс. человек.

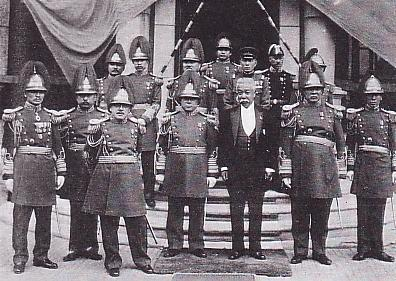
Офицеры Сухопутных войск Императорской Маньчжурии

В первое время своего существования части Сухопутных войск Императорской Маньчжурии отличались низким уровнем боеспособности, дисциплины и боевой подготовки. Организация частей сохраняла уклад старой китайской армии, среди личного состава находилось много опиумных наркоманов и лояльных Китаю маньчжур. Личный состав Вооруженных сил Императорской Маньчжурии был склонен к дезертирству и переходу на сторону врага (к партизанам).

Пропагандистский плакат Сухопутных войск Императорской Маньчжурии (1930-е гг.)

Согласно новому уставу Сухопутных войск от 1934 года право занимать командные должности получили только офицеры, прошедшие подготовку в военных училищах Императорской Маньчжурии или Императорской Японии. Это решение было принято для увольнения неблагонадёжных офицеров и для усиления дисциплины рядового состава. Для подготовки профессионального офицерского состава Сухопутных войск с 1938 года в г. Мукден и столице г. Синьцзин были открыты военные училища Сухопутных войск Императорской Маньчжурии.

## Вооружение

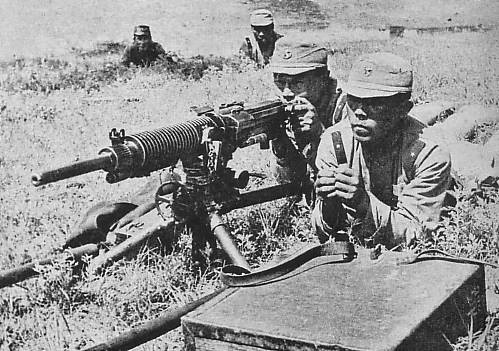
Подразделения Сухопутных войск Императорской Маньчжурии на учениях

В первые годы своего существования в Сухопутных войсках Императорской Маньчжурии использовалось трофейное вооружение из гоминьдановских арсеналов. До 1932 г. на вооружении Сухопутных войск Императорской Маньчжурии насчитывалось до 26 типов винтовок и свыше 20 типов пистолетов, что создавало проблемы с эксплуатацией и ремонтом вооружения. В 1932 г. на вооружение Сухопутных войск были приняты единая винтовка «38», станковые пулемёты «3», ручные «11» и миномёты «10». Кроме того, в 1935 г. в Императорской Японии было закуплено 50 тыс. карабинов «38».
К началу Второй мировой войны стандартное вооружение Сухопутных войск Императорской Маньчжурии было практически идентичным вооружению Сухопутных войск Императорской Японии. Командный состав использовал в качестве личного оружия пистолеты «Маузер» немецкого или китайского производства (сержанты), и «Браунинг» и «Кольт» пр-ва Бельгии и США (офицерский состав). В частях имелось значительное число чешских пулемётов ZB vz. 26 и их китайских копий . Военный завод Сухопутных войск в Фэнтяне частично освоил производство стрелкового оружия, пулемётов и артиллерии. Снаряжение и стрелковое оружие производились частными предприятиями Маньчжурии.

## Артиллерия
На вооружении артиллерии Сухопутных войск состояли горные «41» и полевые «38» орудия производства Императорской Японии, орудия немецкого производства, а также трофейные орудия и миномёты Сухопутных войск Гоминьдана. В целом артиллерийская подготовка и оснащение Сухопутных войск Императорской Маньчжурии было значительно слабее дислоцированных в Маньчжурии артиллерийских частей и соединений Квантунской армии.

## Бронетехника
Эффективность, продемонстрированная советской техникой в боях на Халхин-Голе и других приграничных конфликтах стала большой неожиданностью, побудившей к пересмотру акцентов и пониманию необходимости большего насыщения техникой японских и маньчжурских сил и создания специальных формирований. К тому времени в Маньчжурской императорской армии уже имелось некоторое количество японских бронеавтомобилей «Исудзу» и «Дова». В 1943 году для формирования танковой роты Сухопутных войск Императорской Маньчжурии из частей Квантунской армии были переданы порядка 10 ед. легких танков «94». Для обучения личного состава, нередко использовались лёгкие танки «95» собственного лицензионного производства, которые после войны большей частью были захвачены частями РККА.

## Организация
В 1932 г. численность личного состава Сухопутных войск Императорской Маньчжурии составила 111 тыс. чел.
Сухопутные войска имели в своем составе 4 армейских группы:
- Армейская группа Фэнтянь — 7 пехотных и 2 кавбригады. Общая численность 20 тыс. чел.
- Армейская группа Цзилинь — 7 пехотных и 2 кавбригады, вспомогательные части. Общая численность 35 тыс. чел.
- Армейская группа Хэйлунцзян — 5 пехотных и 3 кавбригады. Общая численность 25 тыс. чел.
- Армейская группа Синъань — общая численность 4,5 тыс. чел.

Кроме того, в составе Сухопутных войск имелись речные части, отдельные кавбригады и крепостные гарнизоны.
В 1934 г. численность Сухопутных войск составила 72 тыс. человек. Структура соединений стала включать пять военных округов, в каждом из которых имелось 2-3 района ответственности с численностью войск до трёх пехотных и одной кавбригады в каждом районе. В конце 1936 г. пехотные и кавалерийские части Сухопутных войск Императорской Маньчжурии совместно с частями Квантунской армии Императорской Японии и частями безопасности «кэмпэйтай» участвовали в операциях против корейских партизан в горных массивах северной части Кореи.
В 1944 году общая численность Сухопутных войск Императорской Маньчжурии возросла до 200 тыс. человек, когда были сформированы несколько пехотных и одна кавалерийская бригады с батальоном конной артиллерии. В общей сложности Сухопутных войсках на тот момент имелось 10 пехотных, 21 смешанная и 6 кавалерийских бригад. В начале войны Сухопутные войска также получили собственную авиацию.

## Форменная одежда
Официальная форменная одежда Сухопутных войск Императорской Маньчжурии была учреждена весной 1937 г. С 1932 по 1937 гг. единого стандарта как такового не было, что было вызвано в том числе бытовавшей системой комплектации, которой занимались непосредственно командиры, что затрудняло централизованное управление. Положение усугублялось тем, что форма не отличалась и от формы анти-японских сил и партизан. Ситуация была исправлена в 1934 г. введением формы образца Сухопутных войск Императорской Японии со схожей системой цвета петлиц и кантов, но с собственными знаками различия. Кокарды также изготавливались по образцу Сухопутных войск Императорской Японии, где императорская хризантема была заменена на пентаграмму цветов национального флага.

## Чины Императорской армии[5]

### Генеральский и офицерский состав
| Категории                                     | Император кит. 皇帝 Хуан-ди | Генералы кит. 将官 Цзянь-гуан | Генералы кит. 将官 Цзянь-гуан | Генералы кит. 将官 Цзянь-гуан | Старшие офицеры кит. 校官 Сяо-гуан | Старшие офицеры кит. 校官 Сяо-гуан | Старшие офицеры кит. 校官 Сяо-гуан | Младшие офицеры кит. 尉官 Вэй-гуан | Младшие офицеры кит. 尉官 Вэй-гуан | Младшие офицеры кит. 尉官 Вэй-гуан |
| --------------------------------------------- | --------------------------- | ----------------------------- | ----------------------------- | ----------------------------- | ---------------------------------- | ---------------------------------- | ---------------------------------- | ---------------------------------- | ---------------------------------- | ---------------------------------- |
| Погоны (1932)                                 |                             |                               |                               |                               |                                    |                                    |                                    |                                    |                                    |                                    |
| Погоны (1935)                                 |                             |                               |                               |                               |                                    |                                    |                                    |                                    |                                    |                                    |
| Чин Сухопутных войск Императорской Маньчжурии | кит. 總司令 Чжунсилин       | кит. 上将 Шан-цзян            | кит. 中将 Чжун-цзян           | кит. 少将 Шао-цзян            | кит. 上校 Шань-сяо                 | кит. 中校 Чжун-сяо                 | кит. 少校 Шао-сяо                  | кит. 上尉 Шан-вэй                  | кит. 中尉 Чжун-вэй                 | кит. 少尉 Шао-вэй                  |
| Перевод                                       | Главнокомандующий           | Генерал армии                 | Генерал- лейтенант            | Генерал- майор                | Полковник                          | Подполковник                       | Майор                              | Старший лейтенант                  | Лейтенант                          | Младший лейтенант                  |

### Рядовой и сержантский состав
| Категории                                     | Прапорщики кит. 准士官 Чжуньвэй-сигуан | Сержанты кит. 士官 Си-гуан | Сержанты кит. 士官 Си-гуан | Сержанты кит. 士官 Си-гуан | Рядовые и ефрейторы кит. 兵 Бин | Рядовые и ефрейторы кит. 兵 Бин | Рядовые и ефрейторы кит. 兵 Бин | Рядовые и ефрейторы кит. 兵 Бин |
| --------------------------------------------- | -------------------------------------- | -------------------------- | -------------------------- | -------------------------- | ------------------------------- | ------------------------------- | ------------------------------- | ------------------------------- |
|                                               |                                        |                            |                            |                            | +                               |                                 |                                 |                                 |
| Чин Сухопутных войск Императорской Маньчжурии | кит. 准尉 Чжунь-вэй                    | кит. 上士 Шан-си           | кит. 中士 Чжун-си          | кит. 下士 Сяси             | кит. 下士勤務 Сяси-циньу        | кит. 上等兵 Шандэн-бин          | кит. 一等兵 Идэн-бин            | кит. 二等兵 Эрдэн-бин           |
| Перевод                                       | Прапорщик                              | Старший сержант            | Сержант                    | Младший сержант            | - Кандидат в мл. сержанты       | Ефрейтор                        | - Рядовой 1-го кл.              | - Рядовой 2-го кл.              |